# Malmbanan
Malmbanan (v norském úseku nazývaná Ofotbanen) je železniční trať, která spojuje město Luleå na švédském pobřeží Botnického zálivu s norským přístavem Narvik u pobřeží Norského moře. Název vznikl podle slova „malm“, což ve švédštině znamená „železná ruda“. Norské pojmenování vzniklo podle fjordu Ofotfjorden, podél kterého vede tato železnice do Narviku. Délka železnice činí 474 km.

## Historie

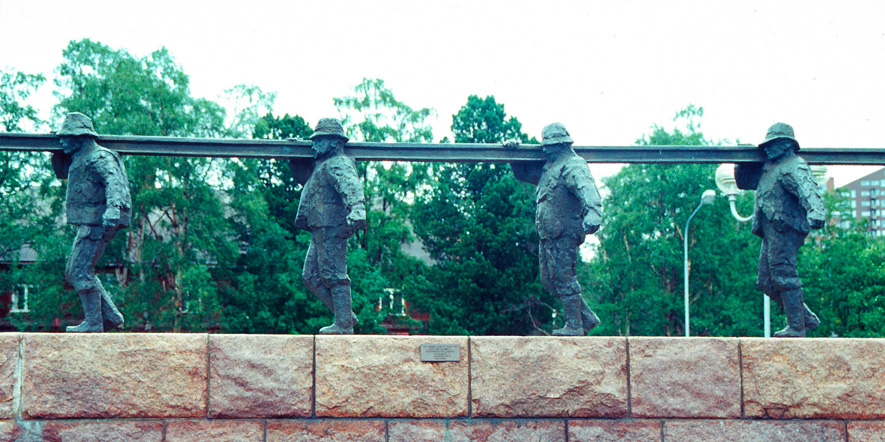
Pomník stavitelům trati na nádraží v Kiruně

### Stavba trati
Stavba trati byla zahájena v roce 1884 a první byl v roce 1886 dokončen úsek Luleå – Boden, v roce 1887 byla železnice prodloužena až do Gällivare. První vlak s železnou rudou se vydal na trasu Gällivare – Luleå 12. března 1888. Krátce poté byl provoz zastaven, neboť trať byla poškozena v důsledku tání sněhu a rozmrzání spodku. Oprava poškozené trati se protáhla a provoz byl obnoven až 23. března 1892.
Stavba dalších úseků se rozeběhla až v roce 1898. Úsek Gällivare – Kiruna byl dokončen na podzim roku 1899. První osobní vlak do Narviku dorazil 6. listopadu 1902. Oficiálně byla trať otevřena králem Oskarem II. 14. července 1903.

### Elektrizace
Na celé trati byl nejdříve parní provoz, ale hlavně v pohraničním horském úseku zvládaly parní lokomotivy vozbu těžkých rudných vlaků jen s velkými obtížemi. Proto švédské státní dráhy SJ zahájily elektrizaci nejnáročnějšího úseku Kiruna – Riksgränsen. V tomto úseku elektrizovaném napájecí soustavou 16 kV 15 Hz (v roce 1923 upravena 16 kV a 16 2/3 Hz) byl zahájen elektrický provoz v roce 1915 a během 20. let 20. století byla postupně elektrizována celá trať. Na trati je využíván proces rekuperace, kdy nákladní vlaky pohánějí cestou z kopce vlaky jedoucí v protisměru.

## Provozování dráhy

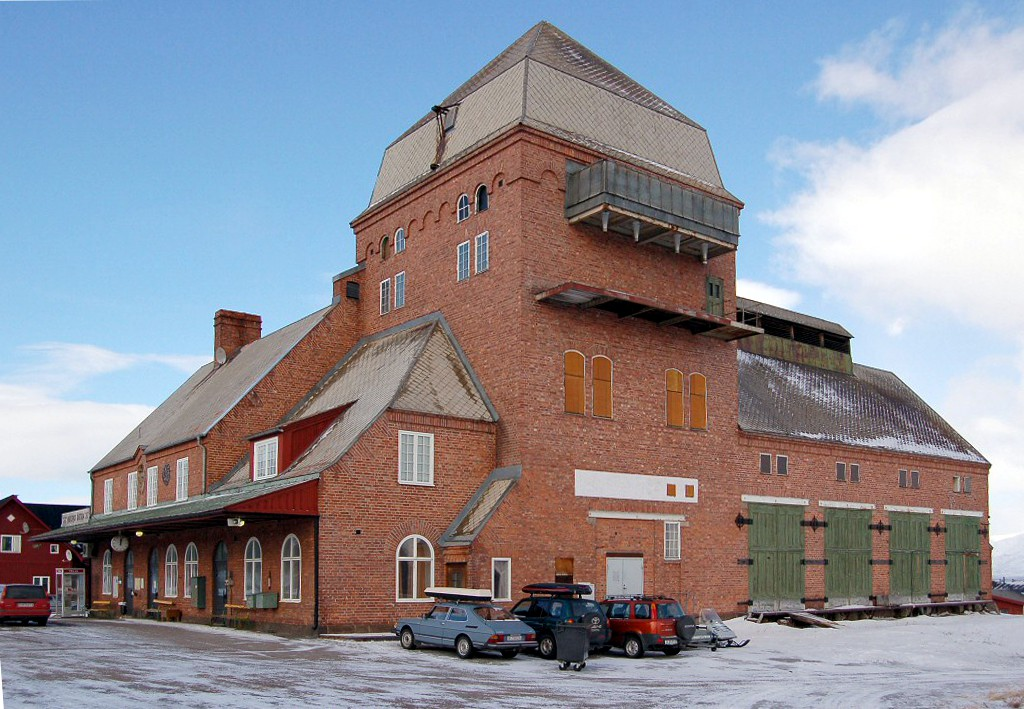
Budova nádraží Abisko Östra – stavba typická pro tuto trať

V minulosti byly provozovatelem dráhy jednotlivé unitární státní železnice: Statens Järnvägar (SJ) ve Švédsku a Norges Statsbaner (NSB) v Norsku. Provozovatelem švédského úseku se v roce 1988 stala společnost Banverket, která vznikla vyčleněním od SJ. 1. dubna 2010 převzala její úlohu agentura Trafikverket. Od roku 1996 je provozovatelem norského úseku organizace Jernbaneverket. Ta byla 1. ledna 2017 nahrazena nově zřízenou organizací Bane NOR.
Tyto společnosti jsou odpovědné také za údržbu a rozvoj této železnice. Na počátku 21. století směřovaly významné investice do zesilování železničního spodku a svršku pro zvýšení hmotnosti na nápravu. Od roku 2007 by tak měla celá trať zvládat provoz vozidel s nápravovým tlakem 30 tun.
Od 1. září 2015 do 1. září 2017 probíhal v úseku Malmberget – Luleå zkušební provoz rudných vlaků ložených na nápravový tlak 32,5 t. Trafikverket pak zahájil úpravy tratě tak, aby mohl být zahájen běžný provoz takto ložených vlaků. LKAB se současně snaží prosadit zvýšení nápravového tlaku i ve směru na Narvik, zkušební provoz by měl být zahájen na podzim 2018.

## Provozování drážní dopravy

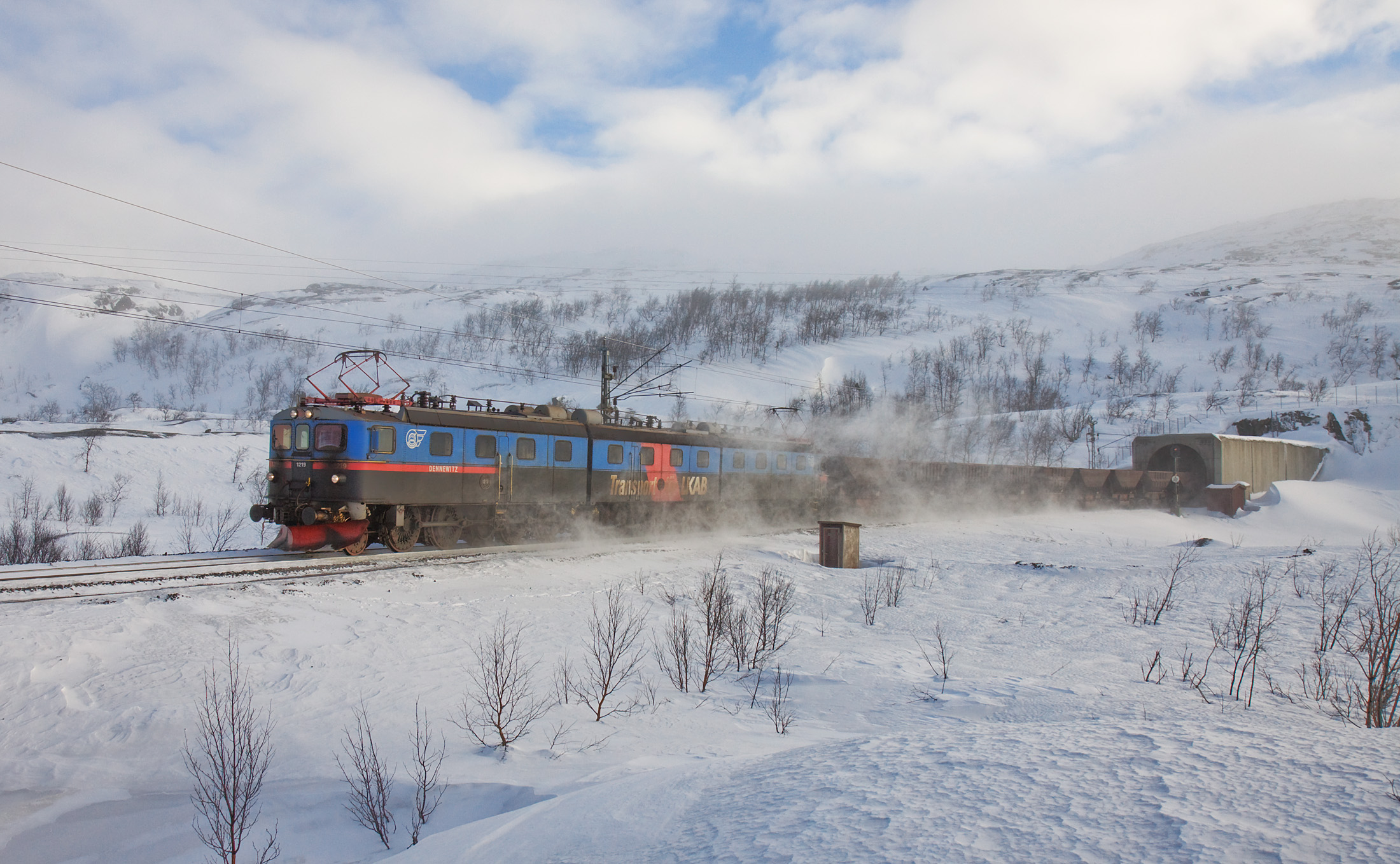
Lokomotiva Dm3 v čele nákladního vlaku nedaleko Narviku

### Nákladní doprava
Jak bylo obvyklé v celé Evropě, provozovatelem drážní dopravy na území daného státu byla vždy státní železnice a nejinak tomu bylo i na Malmbanan. S rychlou liberalizací železniční dopravy ve Švédsku se však situace začala měnit a dnes na této trati narazíme na nákladní vlaky několika dopravců.
Nejvíce vlaků zde provozuje společnost MTAB/MTAS, která přepravuje především železnou rudu do přístavů na obou koncích trati. Mezi další významné dopravce patří společnosti Green Cargo AB (vznikla rozdělením SJ v roce 2000), CargoNet AS (společný podnik NSB a Green Cargo), Ofotbanen AS či TGOJ Trafik AB.

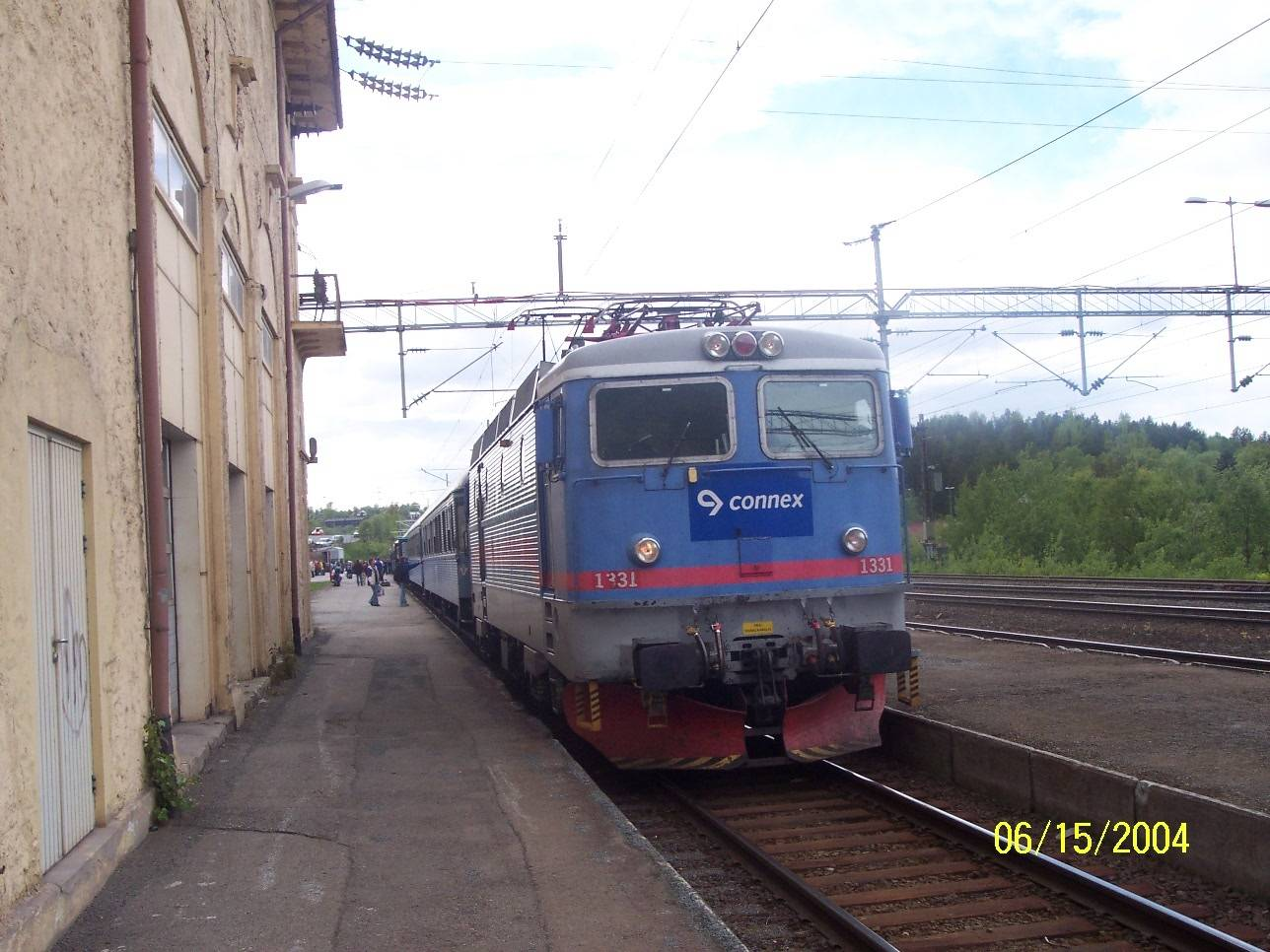
Vlak společnosti Connex v Narviku

### Osobní doprava
Dopravu osobních vlaků převzala v roce 2000 od státních drah společnost Svenska Tågkompaniet AB, ovšem provozovala je jen do roku 2003. Jejím nástupcem je dopravce Connex Sverige AB (od 1. 12. 2006 změnila název na Veolia Transport Sverige AB). Osobní vlaky této firmy jezdí po celé trati s tím, že na norské straně je oficiálně dopravcem společnost Ofotbanen AS. Tato firma pak také provozuje charterové osobní vlaky z Narviku podél fjordu Ofotfjorden do pohraniční stanice Riksgränsen.